# Cladomimus griseus
Cladomimus griseus är en insektsart som beskrevs av Carl 1915. Cladomimus griseus ingår i släktet Cladomimus och familjen Phasmatidae. Inga underarter finns listade i Catalogue of Life.